# MK2 Bastille (côté Faubourg Saint-Antoine)
Pour les articles homonymes, voir Bastille (homonymie).
Ne doit pas être confondu avec MK2 Bastille (côté Beaumarchais).
Le MK2 Bastille (côté Faubourg Saint-Antoine), anciennement La Bastille, est un cinéma du groupe MK2, situé au no 5, rue du Faubourg-Saint-Antoine dans le 11e arrondissement de Paris, à côté de la place de la Bastille de laquelle il tient son nom.
Le cinéma est classé « art et essai ».

## Historique
Ouvert en 1939 sous le nom de Radio-Cité-Bastille dans un ancien entrepôt de meubles en 1939, ce cinéma se spécialise dans les films d'actualités. En 1961, il est renommé La Bastille, puis devient en 1971 une salle de projection de films X doté d'un salle unique de 475 places. En 1984, il devient un complexe de trois salles d'exclusivités de 250, 135 et 90 places nommé Ciné Métro Art Bastille. Lors de l'ouverture de l'opéra Bastille tout proche, il se reconvertit dans la projection de films d'art et d'essai. Il est fermé en juillet 2016 pour cause de loyers impayés car la subvention destinée à la numérisation des salles n'a selon l'exploitant pas été versée par le CNC.
En 2017, repris par le groupe MK2, il rouvre après rénovation sous le nom de MK2 Bastille (côté Faubourg Saint-Antoine) pour le distinguer du cinéma historique du groupe MK2 Bastille (côté Beaumarchais), situé au no 4, boulevard Beaumarchais.

## Accès
Le MK2 Bastille (côté Faubourg Saint-Antoine) est accessible par les lignes 1, 5 et 8 du métro de Paris, station Bastille, ainsi que par de nombreuses lignes de bus.